# Min tro - Be' om et mirakel - Kristendom
|  | Denne artikel er oprettet af botten Steenthbot ud fra en ekstern database. Den kan derfor have sproglige fejl eller mangler. Denne skabelon kan fjernes efter kontrol af indholdet. |

Min tro - Be' om et mirakel - Kristendom er en dansk dokumentarfilm fra 2018 instrueret af Cathrine Marchen Asmussen.

## Handling
Lukas er 12 år og kristen. Han vil gerne kunne løbe frit som alle andre børn, men hans hjerte forhindrer ham i det. Han er født med en hjertefejl, som betyder, at han ikke har så meget energi som sine jævnaldrende. Skolernes Motionsdag nærmer sig, og Lukas håber, at han med hjælp fra Gud kan løbe lige så godt som sine klassekammerater. Han beder for det, og han løbetræner med sine brødre hver dag. Forældrene beder for det, og præsten i kirken beder for det. Og Lukas oplever at han bliver mindre og mindre forpustet.